# Vere Poulett
Vere Poulett (mai 1761-15 mars 1812) est un soldat et homme politique britannique.

## Biographie
Il est le fils cadet de Vere Poulett (3e comte Poulett) et de Mary, fille de Richard Butt. Il est élu au Parlement pour Bridgewater en 1790, un siège qu'il occupe jusqu'en 1796 et de nouveau entre 1806 et 1807 .
Poulett épouse Anne Lucy Becher. Ils ont un fils et cinq filles. L'une de leurs filles, Anne Lucy Poulett, est l'épouse de George Nugent-Grenville, 2e baron Nugent. Poulett est décédé en mars 1812, à l'âge de 50 ans .